# Lundin Links
Lundin Links är en ort i Storbritannien.   Den ligger i kommunen Fife och riksdelen Skottland, i den centrala delen av landet, 600 km norr om huvudstaden London. Lundin Links ligger 25 meter över havet och antalet invånare är 2 124.
Terrängen runt Lundin Links är lite kuperad. Havet är nära Lundin Links söderut.  Närmaste större samhälle är Kirkcaldy, 16,6 km sydväst om Lundin Links. 